# فتح تبريز
معركة تبريز أو فتح تبريز، هي معركة سيطر فيها الجيش الصفوي بقيادة الشاه عباس الأول على مدينة تبريز واسترجعها من الدولة العثمانية بعد الحملة التي شنها عليها في 21 أكتوبر عام 1603، واستمر القتال فيها لعشرين يومًا وكان ذلك أثناء الحرب العثمانية الصفوية (1603–1618). حيث كان الشاه عباس الأول يهدف إلى استعادة المدينة من الحاكم العثماني عليها بعد دخول العثمانيين لها عام (1585) وقبول معاهدة فرهاد باشا عام 1590، والتي تم فيها الاتفاق على ترسيم الحدود الشمالية الغربية للدولة الصفوية مع العثمانيين. (في مناطق: كاراباخ وأذربيجان وأرمينيا). أدت هذه الحملة في النهاية إلى نجاح المعركة واستعادة مدينة تبريز للصفويين.
كانت السنوات من 1603 إلى 1607 فترة انتصار وسيطرة الشاه عباس على الكثير من المناطق الصفوية التي احتلها العثمانيون. ومنها تمت استعادة أجزاء من لرستان وكردستان وجورجيا وأرمينيا الشرقية من الدولة العثمانية والتي كانت منشغلة بحربها على الجبهة الغربية وقمع الانتفاضات في الأناضول.

## الخلفية
اتخذ الشاه عباس الأول خطوة ذكية في حربه ضد العثمانيين عام 1603. وكان يعلم أن الانتصار على العثمانيين في المدن الجبلية في الشمال الغربي لم يكن ممكنًا وسهلًا إلا بمفاجأتهم، فعمل على خطة لاستعادة مدينة تبريز من سيطرة الدولة العثمانية لها وأخذ يتظاهر بالذهاب من أصفهان إلى شيراز لكي لا يلاحظ أحد جواسيس العثمانيين خطته ويكشفها، حتى غير مسيره في ما بعد ووصل إلى ضواحي تبريز بعد 11 يومًا بجيش صغير ولكنه مجهز تجهيزًا جيدًا. وعند الوصول لاحظ العثمانيون اقتراب القوات الصفوية في اللحظة الأخيرة واستعدوا بسرعة للدفاع عن أنفسهم، لكنهم فشلوا في التصدي للقوات الصفوية حتى استعادها الشاه عباس منهم ورحب أهل تبريز بدخول الشاه. سقطت تبريز في يد الدولة الصفوية بعد 20 يومًا من الحرب.
بينما ذهب العثمانيون إلى الحرب ضد النمسا عام 1593 ومع ثورات والاشيا ومولدافيا وإردل وتدمير موقد أكينجي مع كارثة الجسر في عام 1595، شهدت الجبهة الغربية سنوات حرجة. في حين أن الاضطرابات والتعبئة المستمرة وزيادة الضرائب تسببت في بدء ثورات جلالي في عام 1599، وقعت الوحدات العسكرية العثمانية بين الحرب على الجبهة الغربية وعمليات قمع الانتفاضات في الأناضول. خلال هذه الفترة، بدأ الشاه عباس، الذي عزز سلطته وحقق نصرًا حاسمًا على الخانات الأوزبكية في الشرق واتجه غربًا، في البحث عن فرصة لاستعادة الأراضي التي فقدها لصالح العثمانيين بجيشه الحديث.
أعطت التطورات في تبريز، التي كانت أرضًا عثمانية منذ عام 1585، هذه الفرصة للشاه عباس. بسبب الحرب النمساوية وتمردات جلالي، واجهت الإمبراطورية العثمانية صعوبات في دفع رواتب جنود المقاطعات في الشرق، وكان الجنود ينهبون اللافتات المحيطة متذرعين بذلك. حصل غازي بك، حاكم قلعة سلماس، أيضًا على نصيبه من عمليات النهب هذه وطلب من شاه عباس المساعدة في مايو 1603. أهداه الشاه لقب خان وعمامة وسيف وحزام.